# Ericsson Cables
Ericsson Cables AB var ett helägt dotterbolag till Telefonaktiebolaget L.M. Ericsson och under många år det äldsta bolaget inom koncernen. 

## Ursprung
Bolaget hade sitt ursprung i Sieverts Kabelverk i Sundbyberg, som grundades av Max Sievert under namnet Trådfabriken 1888, samt Bofa Kabel i Kungsbacka. Sieverts Kabelverk köptes år 1928 av dåvarande Telefon AB L.M. Ericsson och var då landets ledande tillverkare av elkablar, och hade också starkströmsprodukter som kondensatorer och installationsmaterial i sortimentet. Företaget var också ensamma i Sverige att tillverka jordkablar.
Under 1960-talet öppnades en anläggning i Falun (med inriktning på kraftkabel) och en anläggning i Hudiksvall (med inriktning på telekabel).
År 1980 hade bolaget fabriker i Hudiksvall, Piteå, Sundbyberg och Falun. I detta läge drabbades bolaget av en kraftigt minskad efterfrågan på grund av oljekrisen, och beslutade att centralisera tillverkningen till de två fabrikerna i Falun och Hudiksvall. Fabrikerna i Piteå och Sundbyberg stängdes och endast produktutveckling blev kvar i Stockholm. De gamla fabrikslokalerna i kvarteret Plåten i centrala Sundbyberg byggdes om till butiker, kontor och bostäder under det gemensamma namnet Signalfabriken

## Ericsson Cables
Årsskiftet 1984–85 infogades verksamheten i det Ericssonägda Bofa Kabel, som grundats 1952 i Kungsbacka. Bofa hade inriktning på specialkabel. Samtidigt bytte bolaget namn till Ericsson Cables AB och delades in i tre divisioner:
- Kraftkabel, med centrum i Falun
- Telekabel, med centrum i Hudiksvall
- Specialkabel, med centrum i Kungsbacka

År 1988 firade företaget 100-årsjubileum och var då det äldsta bolaget i hela Ericssonsfären, och det tredje största affärsområdet i koncernen med cirka 1 800 anställda och en omsättning på runt en miljard kronor. Ericssons VD 2010-2016 Hans Vestberg började sin karriär på Ericsson Cables i Hudiksvall.

## Försäljningen av kabelverksamheten
Redan i samband med telekomkrisen år 2001 hade Ericsson försökt sälja Ericsson Cables, detta var så långt gånget att informationsmaterial till personalen hade tryckts upp, men den tilltänkta köparen drog sig ur i sista minuten.
Den 3 maj 2013 meddelade Ericsson att man avsåg att sälja kraftkabelverksamheten inom Ericsson Cables, omfattande 320 anställda och fabriken i Falun, till NKT för 250 miljoner kronor tredje kvartalet 2013.
Den 21 maj samma år meddelade Ericsson att fabriken för telekabel i Hudiksvall och motsvarande funktioner i Stockholm skulle läggas ned tredje kvartalet 2013, vilket då berörde 318 personer i Hudiksvall och 36 personer i Stockholm. Nedläggningen verkställdes inte utan den 1 november 2013 kommunicerade Ericsson genom ett pressmeddelande att avtal slutits med Hexatronic Group AB om förvärv av verksamheten för telekabel. Den 16 april 2014 kommunicerade Ericsson att avtal slutits med Hexatronic Group AB om att även förvärva kopparkabelverksamheten.